# Йохан IV фон Еглизау-Неленбург
Йохан IV фон Еглизау-Неленбург (на немски: Johann IV von Eglisau-Nellenburg; † 25 февруари 1438) e фрайхер на Тенген, граф на Еглизау в кантон Цюрих, Швейцария и Неленбург в Хегау в Баден-Вюртемберг.
Той е син на граф Йохан III фон Тенген-Вартенфелс († 1408) и съпругата му Маргарет фон Неленбург († сл. 1381), дъщеря на граф Еберхард III фон Неленбург († 1371) и Ирмгард фон Тек († 1363), дъщеря на херцог Лудвиг III фон Тек († 1334) и Маргарета фон Труендинген († 1348). Внук е на рицар Йохан I фон Еглизау-Тенген († 1381) и Анна фон Вартенфелс († 1364).
Сестра му Анна фон Тенген-Неленбург († 21 април 1427) е омъжена пр. 1419 г. за граф Хайнрих V фон Фюрстенберг († 10 август 1441).
През 1422 г. господарите на Тенген наследяват Графство Неленбург и Ландграфство Неленбург, които през 1465 г. ги продават на Хабсбургите.

## Фамилия
Йохан IV фон Еглизау-Неленбург се жени за Анна Малтерер († сл. 1438), дъщеря на рицар Мартин Малтерер († 1386) и Анна фон Тирщайн († 1401), дъщеря на граф Валрам III фон Тирщайн († 1403) и първата му съпруга фон Раполтщайн († сл. 1368). Те имат две деца:
- Йохан V фон Tengen-Неленбург († сл. 14 февруари 1484), женен за Берта фон Кирхберг († сл. 8 юли 1482), дъщеря на граф Еберхард VI фон Кирхберг († 1440) и графиня Агнес фон Верденберг-Хайлигенберг († 1433/1436)
- Доротея фон Тенген († сл. 1463), омъжена на 27 декември 1446 г. за Диболд I фон Хоенгеролдсек († 1 януари/6 май 1461), син на Валтер VIII фон Геролдсек († ок. 1432) и Елизабет фон Лихтенберг († сл. 1427)

- Герб на графовете на Тенген, ок. 1340
- Останки от замък Тенген
- Реконструкция на замък Неленбург